# Chrysiptera uswanasi
Chrysiptera uswanasi là một loài cá biển thuộc chi Chrysiptera trong họ Cá thia. Loài này được mô tả lần đầu tiên vào năm 2018.

## Từ nguyên
Từ định danh uswanasi được đặt theo tên của Bupati Mohammad Uswanas, thống đốc của huyện Fakfak (tỉnh Tây Papua, Indonesia), người mà theo các tác giả là "có tầm nhìn xa trông rộng và tài lãnh đạo khi cho lập ra các khu bảo tồn biển dọc theo bờ biển Fakfak để bảo vệ sự đa dạng sinh học biển ở khu vực này".

## Phạm vi phân bố và môi trường sống
C. uswanasi hiện chỉ được tìm thấy ở bán đảo Bomberai (còn có tên gọi khác là bán đảo Fakfak), chủ yếu tại hai vịnh Sebakor và Selassi; nhiều cá thể cũng được nhìn thấy ở phía đông vịnh Triton (xa về phía đông nam Bomberai).
Loài này sinh sống trong vùng đầm phá của rạn viền bờ, tập trung gần các cụm san hô nhánh Acropora ở độ sâu khoảng 3–15 m.

## Mô tả
Chiều dài lớn nhất được ghi nhận ở C. uswanasi là 4,5 cm. C. uswanasi thuộc phức hợp loài Chrysiptera oxycephala.
Cá trưởng thành có màu nâu lục ở đỉnh đầu, chuyển thành màu vàng lục ở phần lớn cơ thể, được phủ dày đặc các chấm nhỏ màu xanh lục lam, trừ bụng và ngực là màu trắng (không có chấm xanh). Mống mắt màu vàng cam với cặp sọc màu xanh lục băng qua đồng tử. Các vây trong mờ, màu xám, riêng vây lưng có màu vàng nhạt ở gốc. C. uswanasi trưởng thành có thể được phân biệt với các loài trong phức hợp bởi việc thiếu đi màu vàng tươi ở bụng, cũng như trên vây bụng và vây hậu môn. Chrysiptera ellenae có nhiều màu xanh lục hơn trên cơ thể và Chrysiptera sinclairi sẫm màu xanh lam hơn (cả hai loài này cũng thiếu màu vàng như C. uswanasi).
Cá con có màu vàng lục nhạt với nhiều vệt đốm màu lục lam (lớn hơn các chấm xanh của cá trưởng thành). Dải màu xanh ngọc lam sáng phủ lấy mõm và trán giúp phân biệt cá con của C. uswanasi với các loài còn lại trong nhóm phức hợp.
Số gai ở vây lưng: 13; Số tia vây ở vây lưng: 11; Số gai ở vây hậu môn: 2; Số tia vây ở vây hậu môn: 11–12; Số gai ở vây bụng: 1; Số tia vây ở vây bụng: 5; Số tia vây ở vây ngực: 14–15.

## Sinh thái học
Cá đực của C. uswanasi có tập tính bảo vệ và chăm sóc trứng như những loài cá thia khác trong họ. Trứng có độ dính và bám chặt vào nền tổ.